# Tommy Berden
Pour les articles homonymes, voir Berden.
Tommy Berden, né le 22 avril 1979 à Hilversum, est un joueur de squash représentant les Pays-Bas. Il atteint, en janvier 2002, la 22e place mondiale sur le circuit international, son meilleur classement. Il est champion d'Europe junior en 1998 et quatre fois champion des Pays-Bas.

## Biographie
Il est marié à la joueuse Natalie Grinham depuis 2006, le couple a trois fils. À partir de 2014, il est directeur général de l'Association internationale des joueuses de squash. Lorsque cette dernière est incorporée à l'Association professionnelle de squash, il en devient directeur commercial.

## Palmarès

### Titres
- Open de Kuala Lumpur : 2001
- Motor City Open : 2001
- Australian Open : 2001
- Championnats des Pays-Bas : 4 titres (2001, 2003−2005)
- Championnats d'Europe junior : 1998

### Finales
- Open de Kuala Lumpur : 2003
- Open des Pays-Bas : 2 finales (2001, 2003)